# Edwin Gordon
Edwin Elias Gordon (Stamford, 14 settembre 1927 – Mason City, 4 dicembre 2015) è stato un teorico della musica e musicista statunitense, didatta nel campo dell'educazione musicale e autore della Music Learnig Theory, una teoria relativa l'apprendimento musicale, ipotizzando come questo funzioni in maniera simile all'apprendimento linguistico.

## Biografia
Figlio di Martin Gordon e di Carrie Stamer Gordon, Edwin inizia la sua carriera come musicista, suonando la tuba e il contrabbasso prima nell'esercito e poi nella Gene Krupa Band.
Dopo aver conseguito una laurea e un master in contrabbasso presso la Eastman School of Music e un secondo master presso l'Ohio University, ha ottenuto, nel 1958, un dottorato di ricerca presso l'Iowa University. In tale sede, prima come studente di dottorato e poi come professore, Gordon ha studiato i processi di apprendimento della musica e nel 1971 ha iniziato a sviluppare gli studi riguardo la Music Learning Theory.
Dal 1972 al 1979 ha insegnato e condotto ricerche presso la State University of New York at Buffalo. Durante questo periodo ha continuato le sue indagini sui processi di apprendimento della musica pubblicando nel 1976 Learning Sequence and Patterns in Music e Primary Measures of Music Audition nel 1979.
Dopo aver lasciato la Buffalo University è diventato direttore del programma di dottorato presso la Temple Unviersity di Filadelfia, dove ha ricoperto, dal 1979 al 1997, la cattedra Carl E. Seashore per la ricerca in educazione musicale. Ha anche esteso i suoi interessi allo sviluppo musicale nella prima infanzia, pubblicando A Music Learning Theory for Newborn and Young Children.
Ha terminato la sua carriera accademica come Research Professor presso la South Carolina University.
Nel 2015 è stato nominato Lowell Mason Fellow dalla National Association for Music Education.
In Italia è stato Presidente Onorario dell’AIGAM, l’Associazione Italiana Gordon per l’Apprendimento Musicale.